# Wołczuchy
Wołczuchy (ukr. Вовчухи) – wieś położona w rejonie lwowskim (wczesniej w rejonie gródeckim) w obwodzie lwowskim na Ukrainie.

## Historia
W XV w. wieś Wołczuchy była własnością rodziny Piotruszko. We wsi znajdowała się cerkiew greckokatolicka pw. św. Grzegorza i kościół rzymskokatolicki pw. Michała Archanioła (od lata 1897 r., jeszcze wcześniej parafia znajdowała się we wsi Rodatycze).
W 1929 roku Wołczuchy zamieszkiwało 1076 mieszkańców. Ostatnim polskim proboszczem parafii w Wołczuchach był ks. Kazimierz Orkusz.
W 1938 roku odsłonięto pomnik w hołdzie walczącym o Lwów Polakom w latach 1918–1920, na pomniku było napisane „Poległym za wolność ojczyzny w latach 1918–1920 – wdzięczni obywatele Wołczuch”. Pomnik w następnym roku został zburzony przez Ukraińców.
W 1928 roku naczelnik gminy Wołczuchy, rolnik Józef Chmielewski został odznaczony Brązowym Krzyżem Zasługi za „zasługi na polu samorządowym i przysposobienia Wojskowego”.
We wrześniu 1939 r. Wołczuchy zajęły wojska niemieckie, które w krótkim czasie wycofały się za San. Ich miejsce zajęły wojska sowieckie. Pod koniec czerwca 1941 r. po ataku Niemiec na ZSRR, na wzgórzu po wschodniej części Wołczuch wojska sowieckie zorganizowały miejsce oporu, zgodnie z pierwszą linią obrony Przemyśl – Lwów. Niemcy jednak zajęli punkt oporu wieczorem tego samego dnia.
Urodził się tu Antoni Chmielowski – oficer zawodowy artylerii Wojska Polskiego, cichociemny oraz Jan Mulak – członek podziemia skazany w 1946r. przez komunistyczny Wojskowy Sąd Rejonowy w Katowicach na karę śmierci. Wyrok wykonano 7 lutego 1947 r. Jego szczątki odnalazł w 2021 r. zespół Biura Poszukiwań i Identyfikacji IPN na terenie cmentarza komunalnego w Katowicach.